# Куньяза
Куньяза — название сексуальной практики, распространённой в районе Великих озёр в Восточной Африке, которая предназначена для облегчения женского оргазма во время полового акта.
Во время куньязы мужчина стимулирует женщину перед вагинальным половым актом: ласкает её половые губы и клитор эрегированным членом, пока женщина не достигнет оргазма или не произведёт обильные выделения.

## География распространения
Куньязу практикуют, в частности, в Руанде, Бурунди, Западной Уганде, Западной Танзании и на востоке Демократической Республике Конго. Опрос 2008 года среди руандийских мужчин выявил, что посещающие страну женщины-туристки из Европы посвящаются в эту практику местными мужчинами. В течение 2010-х годов информация о куньязе распространилась через социальные медиа в Кении.

## Терминология
На языке племени рунди слово kunyaza является производным от глагола kunyaàra, что означает «мочиться», но также означающего женскую эякуляцию, которая достигается соответствующей сексуальной практикой.
В различных регионах она известна под разными именами. Так в Уганде эту практику называют kakyabali (в английском написании — kachabali) или «западный джаз», из-за её распространенности в западных провинциях страны.
Также куньязу часто называют «мокрым сексом». Для обозначения женщин, увлекающихся этой практикой, у руандийских мужчин есть специальный термин: shami rytikivu, что дословно означает «подставить под женщину ведро».
Из-за большого количества выделяемой жидкости куньязу также обозначают звукоподражательным словом «бить ладонью по поверхности воды» и иносказательно называют «собака, пьющая воду».

## История
Куньяза обычно считается традиционной практикой в Руанде, а народная традиция предполагает, что она всходит ко временам правления Третьей династии (XVI век). Согласно преданию, королевский стражник, которого королева избрала для занятия сексом, очень встревожился, и ему не удалось проникнуть в королеву, но вместо этого его член тёрся о её половые губы и клитор, тем самым доставляя ей удовлетворение.
Сформулированная версия куньязы была представлена западной публике в книгах Weiblicher Orgasmus und weibliche Ejakulation dank afrikanischer Liebeskunst (2005) и Le secret de l’amour à l’africaine (2008) проживающего в Германии специалиста по традиционной руандийской медицине Нсекуйе Бизимана. Китайский перевод книги Le secret de l’amour à l’africaine был опубликован в Гонконге в 2010 году.
По словам профессора Бизимана, куньяза — давняя традиция. Люди старше 70 лет, опрошенные в 1986 году, утверждали, что их бабушки и дедушки практиковали данную технику, а это означает, что она уже существовала в конце XIX века.

## Техника
Куньяза включает в себя непроникающую и проникающую фазы.
В первой фазе мужчина массирует клитор головкой зажатого в руке или между пальцами эрегированного члена. Движения производятся с постоянной скоростью вверх и вниз, из стороны в сторону, зигзагами и по кругу (без проникновения) по всей длине вульвы. Когда влагалище увлажнилось, мужчина повторяет те же круговые движения по внутренней поверхности малых половых губ, а затем — от клитора вдоль малых половых губ, мочевого прохода и до нижнего края вагинального отверстия.
Целесообразно удалять лобковые волосы женщины для более удобной манипуляции с пенисом. Первоначально трение может вызвать некоторое раздражение, если область недостаточно смазана. В этом случае рекомендуется действовать осторожно и использовать смазку.
После увлажнения влагалища с помощью предшествующих ласк мужчина вводит в него член на несколько сантиметров, смазывая его, а потом продолжает внешнюю стимуляцию. Далее мужчина проникает неглубокими толчками (gucuga) во влагалище, чередуя их с глубокими толчками (gucumita), упирающимися в шейку матки, сосредоточившись на прямом стимулировании стенок влагалища «завинчивающими» круговыми движениями, возможно придерживая пенис между средним и указательным пальцами.
Как при внутренней, так и при внешней стимуляции ритм и сила движений должны быть медленными и производиться деликатно. По мере нарастания возбуждения и увлажнения гениталий темп и интенсивность стимуляции увеличиваются.
Некоторые исследователи подчёркивают, что версия, представленная доктором Бизимана, отличается от традиционной куньязы тем, что в первой не раскрыта техника элонгации (вытягивания) малых половых губ — gukuna, которая обычно рассматривается как неотъемлемая часть куньязы.

## Жидкости и выделения
Во время куньязы из половых органов женщины исторгается большое количество жидкости, которая также смазывает пенис мужчины.
В Руанде моча обозначается словом inkari, а жидкость, выделяемая во время куньязы — amavangigo или ibinyare. Жидкость, выделяемая при куньязе, описывается как прозрачная или слегка беловатая, жидкая или более густая, иногда слегка липкая; обычно не имеет запаха.

## Позиции
Куньязу можно практиковать в разных позициях: в «классическом» положении куньязы, описанном доктором Бизимана, мужчина сидит, а женщина садится на его колени лицом к нему. Но доктор Бизимана указывает, что «менее спортивный» человек может предпочесть более простые «современные» позиции, например, с женщиной, лежащей на спине, и мужчиной, стоящим на коленях между её ног.

## В массовой культуре
Куньяза и другие руандийские сексуальные практики были представлены широкой публике в документальном фильме Le Sexe autour du monde: Rwanda, который вышел в эфир в январе 2011 года на канале TV5 Québec Canada. В том же 2011 году немецкой студией IntimateFilm выпущен обучающий DVD-фильм Kunyaza — Afrikanische Liebeskunst, снятый режиссёром эротического жанра Пьером Рошаном. Данная практика (под угандийским названием kachabali) стала темой документального фильма The Sunny Side of Sex: Uganda, вышедшего в эфир австралийского канала SBS One в декабре 2012 года. Немецкий новостной журнал Unter fremden Decken канала ProSieben в ноябре 2013 года выпустил эпизод Sex in Ruanda, посвященный куньязе. В 2016 году документальный фильм Sacred Water бельгийского режиссёра Оливье Журдена, рассказывающий о куньязе, был представлен на Международном фестивале документального кино в Амстердаме. Фильм был выпущен студией DocsOnline в 2017 году.

## Настоящее время
В интервью испанской газете El País Оливье Журден, режиссёр документального фильма Sacred Water, пояснил: «Куньяза — это традиция, которая передаётся почти тайно в закрытых кругах, а модернизация, католицизм и геноцид оказали слабое влияние на эту практику, больше распространённую в сельской местности, чем в больших городах. Но мы также должны иметь в виду, что мужское отношение к ней не является сугубо альтруистическим: умение делать куньязу — это то, что заставляет вас ощущать себя мужчиной из-за способности удовлетворить женщину. Настоящий мужчина по традиционным представлениям должен быть в силах „вызвать поток воды“, поэтому мы не должны слишком идеализировать руандийцев и их сексуальные действия. Так или иначе, можно утверждать, что при куньязе женское удовольствие всегда оказывается на первом месте».
Традиционный свадебный подарок в Руанде — коврик из банановых волокон (ikirago/umusambi), который используется для защиты матрасов от выделяемой во время куньязы жидкости, что рассматривается как пожелание множества «влажных ночей» с сильными женскими оргазмами.
Вместе с этим, многие практикующие куньязу выступают против использования презервативов, поскольку это, как утверждается, препятствует «смешанию» биологических жидкостей; такой подход проблематичен, поскольку незащищённый секс может привести к передаче ВИЧ-инфекции.